# Gran Premio Beghelli
Der Gran Premio Bruno Beghelli war ein italienisches Radrennen.
Das Eintagesrennen wurde zum ersten Mal 1952 unter dem Namen Mailand–Vignola (italienisch Milano–Vignola) ausgetragen. Der Kurs führte von der italienischen Metropole Mailand nach Vignola in der Region Emilia-Romagna. Eine Ausnahme war das Jahr 1980, als auf einem Kurs rund um Vignola gefahren wurde. Seit 1997 fand es jährlich im Oktober unter dem Namen Gran Premio Bruno Beghelli statt. Seit 2005 zählte das Rennen zur UCI Europe Tour und war in die Kategorie 1.1 eingestuft; seit 2014 gehörte es zur Kategorie 1.HC. Rekordsieger sind der Belgier Rik Van Linden und die beiden Italiener Adriano Durante und Marino Basso, die jeweils dreimal gewinnen konnten.

## Palmarès

### Frauen
- 2019  Marta Bastianelli
- 2018  Elisa Balsamo
- 2017  Marta Bastianelli
- 2016  Chloe Hosking

### Männer

#### Gran Premio Beghelli (ab 1997)
| - 2019 Sonny Colbrelli - 2018 Bauke Mollema - 2017 Luis Leon Sanchez - 2016 Nicola Ruffoni - 2015 Sonny Colbrelli - 2014 Valerio Conti - 2013 Leonardo Duque - 2012 Nicki Sørensen - 2011 Filippo Pozzato | - 2010 Dario Cataldo - 2009 Francisco José Ventoso - 2008 Alessandro Petacchi - 2007 Damiano Cunego - 2006 Sergio Marinangeli - 2005 Murilo Fischer - 2004 Danilo Hondo | - 2003 Luca Paolini - 2002 Gianluca Bortolami - 2001 Andreï Tchmil - 2000 Marco Serpellini - 1999 Michael Boogerd - 1998 Stefano Zanini - 1997 Stefano Zanini |

#### Mailand–Vignola (1952–1996)
| - 1996 Fabio Roscioli - 1995 Angelo Canzonieri - 1994 Angelo Lecchi - 1993 Alberto Elli - 1992 Andrei Teterijuk - 1991 Silvio Martinello - 1990 Mario Cipollini - 1989 Adriano Baffi - 1988 Adriano Baffi - 1987 Giuseppe Saronni - 1986 Roberto Visentini - 1985 Emanuele Bombini - 1984 Mario Beccia | - 1983 Francesco Moser - 1982 Giovanni Mantovani - 1981 Gregor Braun - 1980 Giovanni Battaglin - 1979 Roger De Vlaeminck - 1978 Rik Van Linden - 1977 Luciano Borgognoni - 1976 Rik Van Linden - 1975 Rik Van Linden - 1974 Enrico Paolini - 1973 Marino Basso - 1972 Julien Van Lint - 1971 Marino Basso - 1970 Adriano Durante - 1969 Attilio Rota | - 1968 Marino Basso - 1967 Rudi Altig - 1966 Adriano Durante - 1965 Guido De Rosso - 1964 Guido De Rosso - 1963 Adriano Durante - 1962 Vendramino Bariviera - 1961 Willy Vannitsen - 1960 Alessandro Fantini - 1959 Adriano Zamboni - 1958 Adriano Zamboni - 1957 nicht ausgetragen - 1956 Pierino Baffi - 1953-1955 nicht ausgetragen - 1952 Antonio Bevilacqua |